# Aeroportul Napaskiak
Aeroportul Napaskiak (IATA: PKA, ICAO: PAPK, FAA LID: PKA) este un aeroport din Alaska, Statele Unite ale Americii ce deservește zona Napaskiak⁠(d). Aeroportul a fost tranzitat în 2019 de 3.766 de pasageri. A fost numit după zona deservită.
Situat la o altitudine de 7 m, aeroportul dispune de 1 pistă. Este operat de Alaska Department of Transportation & Public Facilities⁠(d).

## Infrastructură

### Piste
Aeroportul dispune de o singură pistă. Pista 2/20 are suprafața de pietriș și dimensiunile 3.000 picioare × 60 picioare. 